# 大内町立上川大内中学校
大内町立上川大内中学校（おおうちちょうりつ かみかわおおうちちゅうがっこう）は、秋田県由利郡大内町（現在の由利本荘市）にあった公立中学校。通称は上中（かみちゅう）。

## 概要
1947年（昭和22年）4月に開校し、1984年（昭和59年）3月に閉校した。

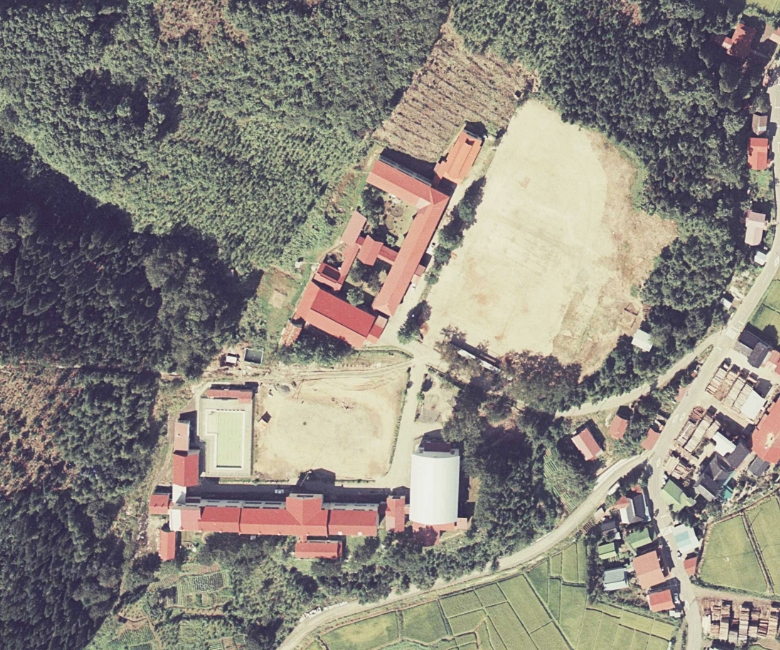
小学校との空中写真（上が中学校）。1976年9月撮影。

## 沿革
旧大内中学校HP「上川大内中学校　学校沿革史」より引用。
- 1947年（昭和22年）
  - 4月1日 - 新学制の施行により上川大内村立上川大内中学校創立。
  - 5月1日 - 開校式挙行。上川大内村立上川大内中学校と称し、上川大内村立上川大内小学校に併置する。
- 1948年（昭和23年）
  - 1月14日 - 週5日制実施。
  - 4月30日 - 独立校舎第1期工事着手。
  - 9月 - 独立校舎第1期工事竣工。
  - 10月 - 第2期工事着手。
  - 11月 - 校章制定。
- 1949年（昭和24年）
  - 1月25日 - 軽井沢に冬季分校開設。
  - 2月21日 - 新校舎へ移転。
  - 11月 - 校歌制定
- 1950年（昭和25年）7月 - 新校舎落成記念式典挙行。
- 1952年（昭和27年）11月3日 - 「教育による国士の復興」と「新しい村づくり」の烈しい意欲を刻んだ石柱の校門建立。
- 1956年（昭和31年）
  - 9月30日 - 町村合併に伴い校名を大内村立上川大内中学校と改称。
  - 10月1日 - 卒業生の寄付により設立された「先輩文庫」開く。
- 1957年（昭和32年）
  - 11月3日 - 創立10周年記念式典並びに祝賀会挙行。校内放送拡声設備充実。
  - 12月25日 - 薪置場27坪完成。
- 1958年（昭和33年）
  - 4月1日 - 羽広分校独立して羽広中学校となる。
  - 11月1日 - 特別教室落成記念式挙行。
  - 11月3日 - 羽広中学校独立記念典挙行。
- 1959年（昭和34年）
  - 8月29日 - グランド監視室設備。
  - 11月5日 - 給食室竣工、学校給食開始。
- 1960年（昭和35年）10月25日 - グランドコンクリート工事完了。
- 1961年（昭和36年）
  - 4月1日 - 滝分校廃止、本校に統一。
  - 10月16日 - 校舎増築。
- 1962年（昭和37年）
  - 5月7日 - 学習指導指定校として県教委の指定を受ける。
  - 8月25日 - 野球バックヤード資材を教育員より寄付・設置。
- 1963年（昭和38年）10月25日 - 技術室竣工。
- 1964年（昭和39年）10月9日 - 体育館補強工事完了。
- 1965年（昭和40年）
  - 5月6日 - 校旗掲揚塔竣工。
  - 8月26日 - 中庭整備作業が教材園となる。
- 1966年（昭和41年）
  - 6月13日 - PTAの協力の元、中庭に社会科地形図完成。
  - 7月1日 - 技術準備室竣工。
- 1967年（昭和42年）
  - 5月20日 - 学校水道完成。
  - 9月5日 - 創立20周年記念事業の一環として中庭整備作業に着手。
  - 11月1日 - 創立20周年記念式典挙行。
- 1968年（昭和43年）4月2日 - 特殊学級開設。
- 1969年（昭和44年）5月9日 - グランド拡張工事（一反歩）完了。
- 1970年（昭和45年）
  - 10月4日 - 青森県つがる市立車力中学校ソフトボール部来校。
  - 12月22日 - ソフトボール部、県学体連より特別功労賞、学校賞に輝く。
- 1971年（昭和46年）4月1日 - 羽広中学校統合。
- 1973年（昭和48年）5月1日 - この年度よりこの日を開校記念日と定める。
- 1974年（昭和49年）
  - 4月5日 - 中央廊下塗装工事始まる。
  - 5月15日 - 秋田県安全教育研究推進校の指定を受ける。
  - 8月12日 - 教室の床張り改修工事始まる。
- 1975年（昭和50年）6月23日 - グランド拡張工事完了。
- 1976年（昭和51年）
  - 2月4日 - 全国教育美術展に出品入選し入選4名、特選7名。
  - 8月19日 - 安全教育研究推進校として県教委より表彰。
- 1977年（昭和52年）
  - 2月1日 - 全国教育美術展に出品し入賞。特選2名、佳作2名。
  - 6月19日 - 創立30周年記念事業の一環として招待球技大会開催。
  - 9月5日 - 創立30周年記念事業の一環として、つつじ植付地の整地とフェンス張り工事。
  - 10月23日 - 創立30周年記念式典挙行。
- 1982年（昭和57年）
  - 4月8日 - トレーニングセンター竣工式挙行。
  - 10月23日 - 3年卒業記念植樹。
- 1983年（昭和58年）
  - 6月18日 - 理科クラブ財団法人齊藤憲三彰会より研究助成を受く。
  - 11月8日 - 理科クラブ全県理科研究発表大会にて最優秀賞受賞。
  - 11月24日 - 読売学生科学賞優秀賞（理科クラブ）。
- 1984年（昭和59年）
  - 3月19日 - 閉校記念式典挙行。
  - 3月31日 - 閉校。

## 生徒数・学級数
| 年度               | 生徒数 | 増減 | 学級数 | 増減 | 出典          |
| ------------------ | ------ | ---- | ------ | ---- | ------------- |
| 1947（昭和22）年度 | 不明   | 不明 | 9      |      | [ 2 ]         |
| 1949（昭和24）年度 | 404    |      | 9      | 0    | [ 3 ]         |
| 1955（昭和30）年度 | 278    | -126 | 6      | ー３ | [ 4 ]         |
| 1962（昭和37）年度 | 428    | +150 | 9      | +3   | [ 5 ]         |
| 1963（昭和38）年度 | 428    | 0    | 9      | 0    | [ 6 ]         |
| 1964（昭和39）年度 | 390    | -38  | 9      | 0    | [ 7 ]         |
| 1965（昭和40）年度 | 392    | +2   | 10     | +1   | [ 8 ]         |
| 1966（昭和41）年度 | 361    | -31  | 10     | 0    | [ 9 ]         |
| 1967（昭和42）年度 | 351    | -10  | 10     | 0    | [ 10 ]        |
| 1968（昭和43）年度 | 289    | -62  | 9      | －1  | [ 11 ]        |
| 1969（昭和41）年度 | 260    | -29  | 8      | －1  | [ 12 ]        |
| 1970（昭和45）年度 | 250    | -10  | 7      | －3  | [ 8 ]         |
| 1971（昭和46）年度 | 249    | -1   | 7      | 0    | [ 13 ]        |
| 1972（昭和47）年度 | 232    | -17  | 8      | +1   | [ 14 ]        |
| 1973（昭和48）年度 | 194    | -38  | 7      | -1   | [ 15 ]        |
| 1974（昭和49）年度 | 189    | -5   | 7      | 0    | [ 16 ]        |
| 1975（昭和50）年度 | 159    | -30  | 6      | －1  | [ 8 ]         |
| 1976（昭和51）年度 | 128    | -31  | 5      | －１ | [ 17 ]        |
| 1977（昭和52）年度 | 137    | +9   | 5      | 0    | [ 18 ]        |
| 1978（昭和53）年度 | 132    | +4   | 5      | 0    | [ 19 ] [ 20 ] |
| 1979（昭和54）年度 | 113    | -19  | 5      | 0    | [ 20 ] [ 21 ] |
| 1980（昭和55）年度 | 89     | -24  | 4      | －１ | [ 8 ]         |
| 1981（昭和56）年度 | 89     | 0    | 4      | 0    | [ 22 ] [ 23 ] |
| 1982（昭和57）年度 | 114    | +25  | 5      | +1   | [ 24 ] [ 25 ] |
| 1983（昭和58）年度 | 119    | +5   | 5      | 0    | [ 1 ] [ 26 ]  |